# Bergan
Bergan je priimek več oseb: 
- Arthur Bergan, kanadski inženir
- Gerald Thomas Bergan, ameriški rimskokatoliški nadškof